# سد گلن کنیون

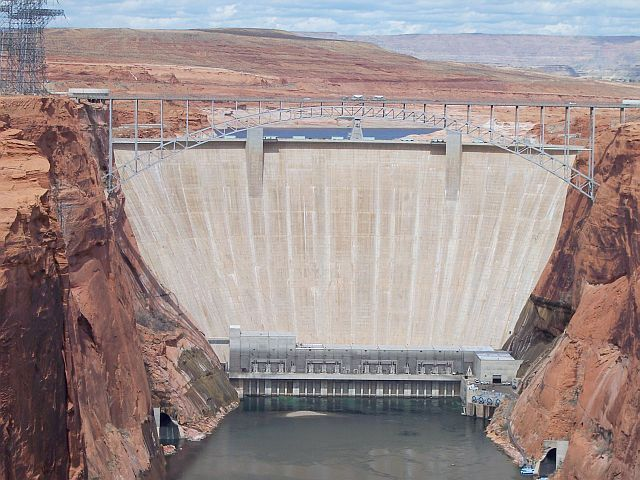
سد گلِن کَنیون

سد گلِن کَنیون (به انگلیسی: Glen Canyon Dam)، یک سد بِتُنی قوسی-وزنی است که بر روی رودخانه کلرادو در شمال آریزونا در ایالات متحده آمریکا و در گلن کنیون و در نزدیکی شهر پیج ساخته شده‌است.